# Kościół św. Antoniego w Ostrołęce
Kościół pw. św. Antoniego Padewskiego w Ostrołęce – parafialny kościół rzymskokatolicki zbudowany w latach 1666–1696. Kościół jest częścią pobernardyńskiego zespołu klasztornego, wpisanego do rejestru zabytków (nr rej.: A-384 z 5. grudzień 1958). Jest to jeden z najstarszych i najcenniejszych zabytków Ostrołęki.

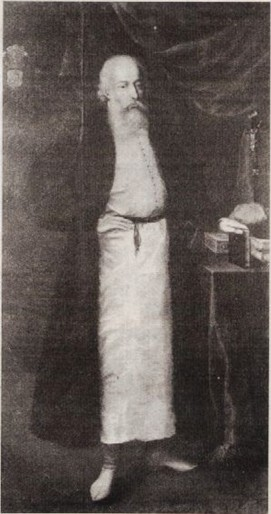
Tomasz Gocłowski – fundator kościoła

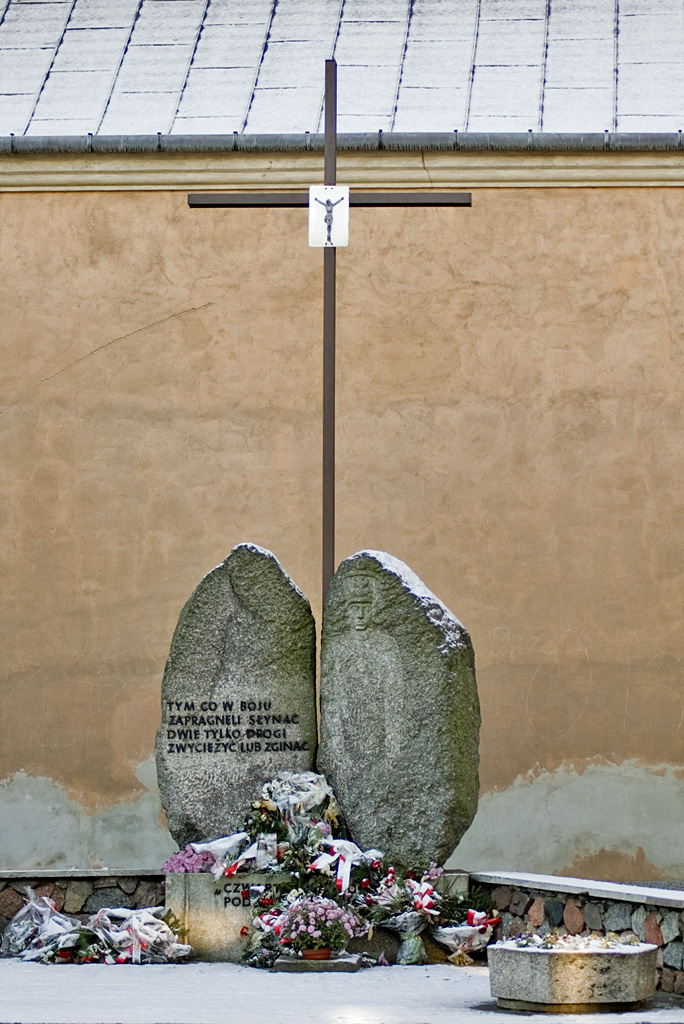
Pomnik Czwartaków przy kościele

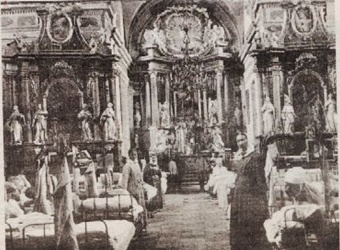
Wnętrze kościoła w 1916 r

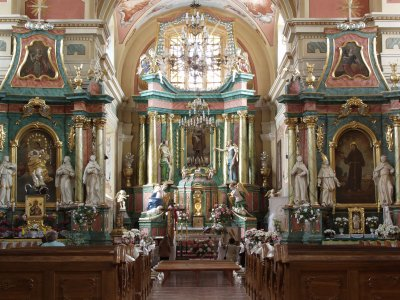
Wnętrze kościoła obecnie

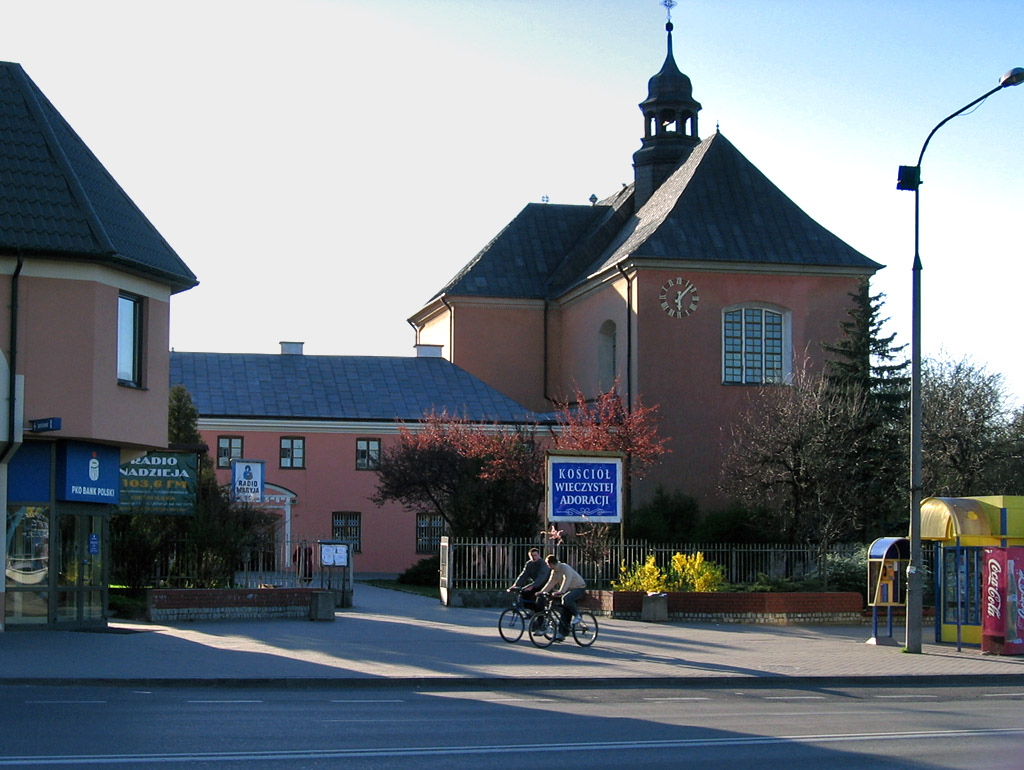

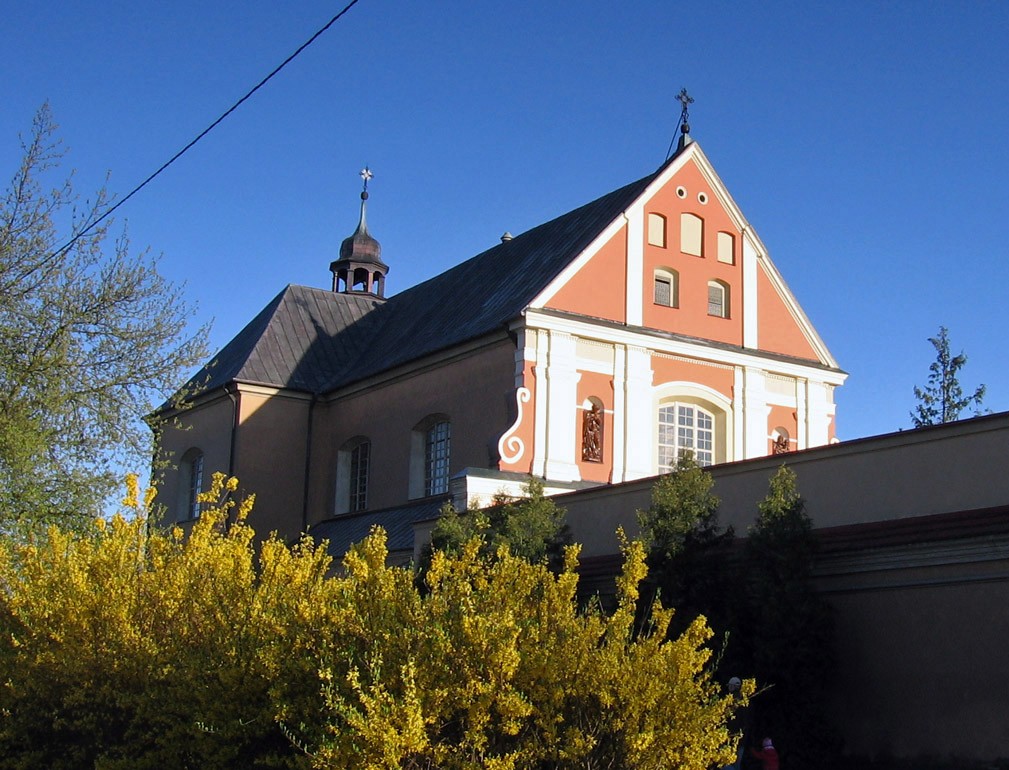
Widok na barokową fasadę.

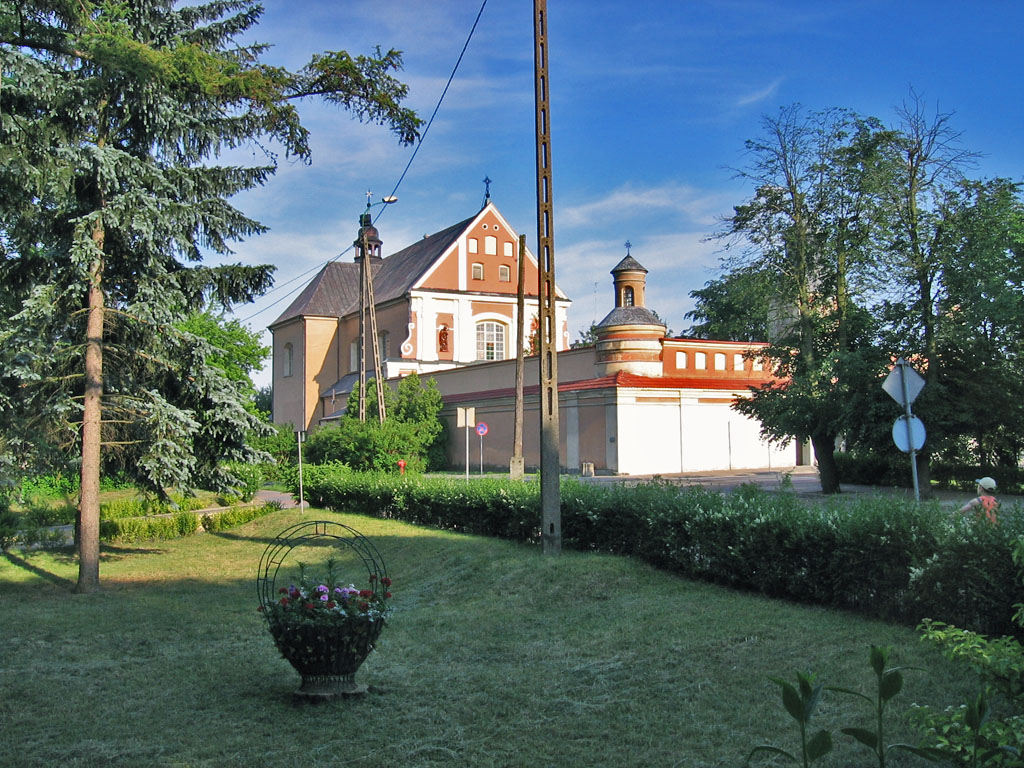

## Historia
Fundatorem kościoła był sędzia ziemski nurski Tomasz Rola-Gocłowski. Budowa rozpoczęła się w roku 1666, a 30 lat później, w roku 1696 został on konsekrowany przez biskupa płockiego Andrzeja Chryzostoma Załuskiego i otrzymał tytuł św. Antoniego z Padwy.
W 1864 roku zabudowania przeszły we władania skarbu państwa i znajdowały się w nich urzędy miejskie. W 1925 r. w budynkach należących do kościoła znajdowała się szkoła rzemieślniczo-przemysłowa, później także internat tej szkoły. Do 1864 r. kościół był własnością Zakonu Bernardynów. Od tego roku opiekę, nad kościołem i klasztorem sprawowała diecezja. W 1927 r. kościół poklasztorny został przekazany miejscowej parafii.
W przeszłości kościół był miejscem kilku ważnych wydarzeń; m.in. w 1831 r. bronili się tutaj Czwartacy. W latach 1915–1917 budynek kościoła służył za szpital wojskowy.
W nocy z 13 na 14 marca 1989 r. wskutek pożaru wnętrze kościoła uległo znacznemu zniszczeniu. Został on jednak zrekonstruowany i doprowadzony do pierwotnego stanu w ciągu kilku lat. Jednak wyjątkowych walorów artystycznych barokowy portret Gocłowskiego uległ zniszczeniu, obecnie jest znany jedynie z reprodukcji.
13 czerwca 2010 r. kościół otrzymał miano sanktuarium. Tytuł ten nadał biskup diecezjalny łomżyński ks. bp Stanisław Stefanek. Kustoszem sanktuarium został proboszcz parafii ks. kan. Zdzisław Grzegorczyk.

## Charakterystyka ogólna
Kościół pw. św. Antoniego w Ostrołęce jest jednonawowy, zbudowany w stylu barokowym na planie krzyża. Znajduje się w nim 9 ołtarzy. Największy pod wezwaniem św. Antoniego pierwotnie znajdował się przy nawie, lecz na początku XX wieku został przeniesiony do jednej ze ścian bocznych. W centralnym punkcie znajduje się obraz św. Antoniego z dzieciątkiem pochodzący z początku XVIII wieku.
Polichromia kościoła wykonana została przez zakonnika bernardyna Walentego Żebrowskiego w latach 1762–1765. Malowidła pokrywają znaczną część wnętrza, zajmują sklepienie i ściany. Wszystkie łączy wspólna treść – postać św. Antoniego z Padwy, który znany był jako kaznodzieja, cudotwórca i misjonarz. Poruszają one dwa aspekty – życie świętego i cuda jakich dokonał. Liczne freski są alegoriami czterech pór roku i czterech części świata.
Z kościołem łączy się klasztor, który wzniesiono w końcu XVIII wieku w stylu barokowym. Piętrowy budynek składa się z czterech skrzydeł i części frontowej. Przylega do południowej ściany kościoła i prezbiterium.
Przed kościołem znajduje się dziedziniec, zwany Kalwarią. Z trzech stron otaczają go krużganki, w których umieszczono stacje męki Pańskiej. Po pożarze z roku 1989 krużganki i Kalwaria zachowały się w stanie nienaruszonym.
W kościele pobernardyńskim znajdują się rozległe podziemne krypty – z grobowcami dobroczyńców klasztoru, szlachty oraz zakonników. Krypty te są jednymi z największych i najcenniejszych tego typu zabytków w północno-wschodniej Polsce. Kronika klasztorna zawiera wykaz osób tutaj pochowanych. Wykaz otwiera fundator Tomasz Gocłowski z Gocłów. Rola i jego żona Marianna z Bogdańskich. Wśród osób pochowanych w tym klasztorze występują nazwiska Zbierzchowskich, Mieczkowskich, Duczymińskich, Kisielnickich, Zaruskich, Bukowskich, Godlewskich, Mierzejewskich, Radgowskich i innych. Zobacz: https://www.sanktuarium.ostroleka.pl/podziemia-krypty
Przy północnej ścianie kościoła znajduje się pomnik ku czci Czwartaków poległych w 1831 roku w bitwie pod Ostrołęką.
W czerwcu 2007 r. kościół wszedł w posiadanie relikwii św. Antoniego, które zostały sprowadzone z Padwy.
5 listopada 2023 r. przybyły do Sanktuarium relikwie bł. Rodziny Ulmów.

## Proboszczowie
- ks.Władysław Serejko (1918–1931)
- ks. Edmund Walter (1932–1940)
- ks. Eugeniusz Kłoskowski (1940–1945)
- ks. Eugeniusz Gosiewski (1945–1949)
- ks. Bronisław Tałandzewicz (1950–1970)
- ks. Józef Biernacki (1970–1988)
- ks. Czesław Roszkowski (1988–1989)
- ks. kan. Witold Bruliński (1989–2006)
- ks. kan. dr Zdzisław Grzegorczyk (od 2006)